# A Mai Háború

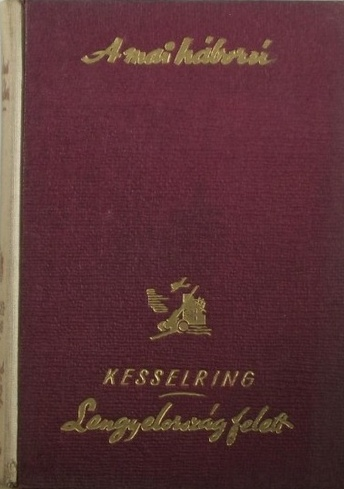
"A Mai Háború" egyik kötetének borítója

A Révai kiadó 1942-ben adta ki Budapesten A Mai Háború -  A Székely Egyetemi és Főiskolai Hallgatók Egyesülete könyvei című könyvsorozatát a kor magyar és külföldi szerzőinek népszerű háborús visszaemlékezéseiből válogatva. A sorozat 12 számozatlan kötetet tartalmaz. 1945-ben a kötetek felét háborús propagandának nyilvánították és betiltották.

## Története
A második világháború kezdeti szakaszában, 1942-ben kiadott sorozat aktuális témákat dolgozott fel, a tengelyhatalmak szereplőinek szemszögéből bemutatva a világégés egy-egy mozzanatát. Ez az aktualitás vezetett a sorozat betiltásához is 1945-ben.
A kötetek félvászon kötésűek, különböző színekben ismeretesek: vörös, zöld, kék, sárgás, stb. Fekete-fehér fotókkal illusztrált, 19 cm x 13 cm méretű könyvek.

## A sorozat egyes darabjai
- Albert Kesselring: Lengyelország felett, Joachim Schlepke: Láthatatlan hajósok, fordította Székely Tibor, 1942. - 286 pp.
- Angelo Appiotti: Málta felett**, fordította Balogh Barna, 1942. - 159 pp.*
- Angelo Appiotti: Repülőnapló**, fordította Balogh Barna, 1942. - 159 pp.*
- Ernst von Jungenfeld: Páncélosok előre! fordította Baráth Ferenc, 1942. - 227 pp.*
- Fritz List: Irány Norvégia! fordította Stella Adorján, 1942. - 267 pp.*
- Max Graf Hoyos: Spanyolország megmentői, fordította Lányi Viktor, 1942. - 195 pp.*
- Pados Pál: Szovjetoroszország felett 1942. - 240 pp.
- Paolo Zappa: Kémek háborúja, fordította Balogh Barna, 1942. - 219 pp.
- Rudolf van Wehrt: Egy nép menekül, fordította Baráth Ferenc, 1942. - 195 pp.
- Szilas-Steff Tibor: Repülők felszállni! 1942. - 223 pp.
- Werner Flack: Így épült a Siegfried-vonal, fordította Thurzó Gábor, 1942. - 223 pp.*
- Wolf Schenke: A sárgák háborúja, fordította Székely Tibor, 1942. - 319 pp.

*Betiltott kötet.
**A két Appiotti-kötet ugyanazon mű kiadása más-más cím alatt.